# China Financial Futures Exchange
Die China Financial Futures Exchange (CFFEX) ist eine Terminbörse, die am 8. September 2006 in Shanghai gegründet wurde – mit Genehmigung des Staatsrats und der Genehmigung der China Securities Regulatory Commission (CSRC). Es handelt sich um ein Joint Venture der Zhengzhou Commodity Exchange, der Shenzhen Stock Exchange und der Shanghai Futures Exchange. Nach dem Prinzip eines höheren, gemeinsamen Standards hat CFFEX einen elektronischen Markt aufgebaut, der dem Trend der globalen Entwicklung folgt. Darüber hinaus verfügt CFFEX über ein einzigartiges mehrstufiges Clearingsystem für Mitglieder, eine strenge Risikomanagementrichtlinie und eine unternehmensähnliche Organisationsstruktur, um seine Wettbewerbsfähigkeit und sein Entwicklungspotenzial zu gewährleisten.
Anfang 2008 führte das Unternehmen den CSI 300-Index-Futures ein, den ersten Kontrakt von CFFEX. Später führte CFFEX Staatsanleihen-Futures und Futures auf den SSE 50 Index und den CSI 500 Index ein. Die Börse hat Pläne für andere Finanzderivate wie andere Index-Futures, Index-Optionen und Währungs-Futures. 

## Mitgliedschaften
Die CFFEX ist Mitglied der China Futures Association und der World Federation of Exchanges.